# Verordnung
In Deutschland und Österreich ist eine Verordnung (VO) eine an eine Personengruppe gerichtete, generell-verbindliche Rechtsnorm, die durch ein Regierungs- oder Verwaltungsorgan (Exekutive) erlassen wird. Dazu bedarf es einer Ermächtigungsgrundlage im Gesetz. In der Schweiz gibt es neben Verordnungen der Regierung auch Parlaments- und Gerichtsverordnungen. Der Umfang dessen, was eine Verordnung zulässigerweise regeln kann, und ihr Wirkungsbereich sind im deutschsprachigen Raum unterschiedlich. Sie wird auch Rechtsverordnung genannt.
In der Rechtsordnung anderer Staaten ist eine Verordnung ein Rechtsakt, der durch die Regierung oder ein Verwaltungsorgan erlassen wird.
In der Normenhierarchie stehen Rechtsverordnungen im Rang unterhalb der förmlichen Gesetze (Parlamentsgesetze), aber oberhalb von Satzungen und Verwaltungsvorschriften.
In der EU ist eine Verordnung ein Rechtsakt, der nach Verabschiedung durch die  Mitgliedstaaten unmittelbare Geltung hat, d. h. nicht wie eine Richtlinie durch die nationalen Parlamente in innerstaatliche Gesetze umgesetzt werden muss.

## Deutschland
Eine Verordnung (teilweise auch Rechtsverordnung genannt, zum Beispiel in Art. 80 Grundgesetz) benötigt immer eine Verordnungsermächtigung in einem parlamentarisch beschlossenen Gesetz. Urheber einer Verordnung ist nicht das Parlament, sondern die Exekutive; deswegen spricht man bei Verordnungen auch von exekutivem Recht. Das Parlament darf dabei der Exekutive die Freiheit einräumen, unwesentliche Entscheidungen selbst zu treffen, darf jedoch nach der Wesentlichkeitstheorie, die in der Rechtsprechung des Bundesverfassungsgerichts herausgebildet wurde, die wesentlichen Entscheidungen nicht aus der Hand geben; als „wesentlich“ gelten verschiedene wichtige Rechtsfragen, wie unter anderem – aber nicht nur – Grundrechtseingriffe. Eine Verordnung begründet – wie ein Gesetz – Rechte und Pflichten gegenüber jedem.

### Verordnungen aufgrund einer Ermächtigung im Bundesrecht
Zum Erlass von Verordnungen kann ein Bundesgesetz nach Art. 80 Abs. 1 GG grundsätzlich nur die Bundesregierung, einen Bundesminister oder die Landesregierungen ermächtigen. Diese Stellen können die Ermächtigung zum Erlass von Verordnungen auch weiterübertragen, was allerdings voraussetzt, dass diese Weiterübertragung im Bundesgesetz, das die ursprüngliche Ermächtigung enthält, vorgesehen ist; zudem muss die Übertragung selbst durch eine Rechtsverordnung erfolgen.
Der Zustimmung des Bundesrates bedürfen Verordnungen der Bundesregierung oder eines Bundesministers
- zu bestimmten, in Art. 80 Abs. 2 GG aufgeführten Themen und Verordnungen,
- aufgrund von Bundesgesetzen, die der Zustimmung des Bundesrates bedürfen, oder
- die von den Ländern als eigene Angelegenheit oder im Auftrag des Bundes ausgeführt werden (das ist in der Praxis die Mehrzahl der Verordnungen des Bundes).

In Einzelfällen ist die Zustimmung sowohl des Bundesrates als auch des Bundestages vorgesehen (z. B. § 51 Abs. 2 S. 3 EStG).
Allerdings enthält das Grundgesetz eine Öffnungsklausel für anderweitige gesetzliche Regelungen, so dass auch abweichend von dieser Grundregel die Zustimmungsbedürftigkeit des Bundesrates im Gesetz angeordnet oder ausgeschlossen werden kann. In der Praxis enthalten die meisten Ermächtigungsgrundlagen in Bundesgesetzen eine ausdrückliche Anordnung, ob eine Zustimmung des Bundesrates erforderlich ist.
Die Erteilung der Zustimmung kann – sofern dies im Gesetz ausdrücklich vorgesehen ist – unterstellt werden, wenn Bundestag bzw. Bundesrat diese nicht innerhalb einer bestimmten Frist verweigert haben.

### Verordnungen nach Landesrecht
In den meisten deutschen Ländern sind die Anforderungen an die Bestimmtheit der Ermächtigungsgrundlage weniger strikt, und der Kreis der Behörden, die zum Erlass von Verordnungen ermächtigt werden können, ist weniger eng bestimmt als im Bund. So ermächtigen in den Polizeigesetzen aller Länder Generalklauseln die Polizeibehörden zum Erlass von Polizeiverordnungen zum Zweck der Gefahrenabwehr.

### Gesetz oder Verordnung?
Verordnungen sind Rechtsnormen. Ob die Norm in einem Gesetz, das von einem Parlament beschlossen wurde, oder in einer Verordnung steht, hat oft praktische Gründe. Ein parlamentarisches Gesetzgebungsverfahren kann mehrere Monate dauern, während eine Regierung Verordnungen schneller erlassen kann. Deswegen ist es in vielen Bereichen gängige Praxis, dass der Gesetzgeber Details – vor allem technischer Art und solche des Verwaltungsvollzuges – nicht selbst regelt, sondern die Verwaltung ermächtigt, dies in einer Rechtsverordnung zu tun.
Das ist einerseits durchaus vernünftig, weil die Kapazitäten des Parlaments begrenzt sind und es nicht alles selbst regeln und den sich ständig ändernden Bedingungen anpassen kann; zudem ist in vielen fachlichen Fragen die Fachkompetenz eher in einem Ministerium zu finden als im Parlament. Andererseits bedeutet eine Verordnungsermächtigung immer auch, Macht an die Exekutive zu übertragen. Dieser Ausgleich zwischen der legislativen und der exekutiven Gewalt soll durch Art. 80 Abs. 1 S. 2 GG sichergestellt werden, der verlangt, dass ein Gesetz, das eine Bundesbehörde zum Erlass einer Verordnung ermächtigt, Inhalt, Zweck und Ausmaß der Ermächtigung festlegt. Der Gesetzgeber ist dadurch gezwungen, die Grenzen genau zu beschreiben, innerhalb derer er die Befugnis, Recht zu setzen, der Exekutive überlässt.
Die Abkürzung für eine Verordnung ist VO oder V; gelegentlich findet man auch Abkürzungen wie DVXyG für Durchführungsverordnung für das Xy-Gesetz.

### Verfahren im Bund bei Verordnungen der Bundesregierung oder eines Bundesministeriums
Das nähere Verfahren zum Erlass von Rechtsverordnungen des Bundes ist im Grundgesetz, in der Gemeinsamen Geschäftsordnung der Bundesministerien (GGO) sowie den Geschäftsordnungen der beteiligten Verfassungsorgane (Bundesregierung, Bundesrat) geregelt. Es lässt sich wie folgt skizzieren:
- Abstimmungen und Erstellung des Referentenentwurfs – Ein erster Entwurf muss umfassend geprüft und abgestimmt werden, bevor er überhaupt an das Bundeskabinett oder den Bundesrat zur Zustimmung weitergeleitet wird. Der Entwurf, der nach Abschluss der Abstimmungen erstellt worden ist, wird als Referentenentwurf bezeichnet. Nach Art. 80 § 62 Abs. 2 GGO gelten für den Entwurf von Verordnungen zahlreiche Formalitäten, die auch auf Gesetzesvorhaben Anwendung finden. Die GGO enthält detaillierte Vorschriften über den Aufbau und die förmliche Gestaltung (§ 42), die Begründung (§ 43 Abs. 1 Nr. 5 bis 9), die Folgenabschätzung vor allem für die öffentlichen Haushalte und die Wirtschaft (§ 44), die Beteiligung der anderen Bundesministerien und der Beauftragten (§ 45), die Prüfung auf Förmlichkeit und Systematik (§ 46), die Beteiligung der Länder, kommunalen Spitzenverbände, betroffenen Fachkreise und Bundesverbände (§ 47) und die Veröffentlichung und Kenntlichmachung von Entwürfen (§ 49). Nach §§ 63 Abs. 2, 50 GGO beträgt die Frist zur abschließenden Prüfung des Entwurfs mindestens vier Wochen, es sei denn, alle Beteiligten stimmen einer Fristverkürzung zu.
- Behandlung im Bundeskabinett – In vielen Fällen muss der Entwurf einer Verordnung dem Bundeskabinett unterbreitet werden. Eine Befassung des Bundeskabinetts ist stets erforderlich, wenn die Rechtsverordnung durch die Bundesregierung und nicht nur durch ein Bundesministerium erlassen wird, wenn die Verordnung von allgemein-politischer Bedeutung ist, oder wenn Meinungsverschiedenheiten zwischen beteiligten Bundesministerien bestehen. Bei Meinungsverschiedenheiten sollen allerdings die betreffenden Bundesminister einen persönlichen Einigungsversuch unternehmen; auch der Bundeskanzler kann sich zur Beilegung der Meinungsverschiedenheit einschalten (§ 17 der Geschäftsordnung der Bundesregierung). Für die Vorlage an das Kabinett gelten strikte Vorschriften über die dort zu machenden Angaben; diese sind in den §§ 22, 23 und 51 GGO enthalten.
- Übermittlung an den Bundesrat – Muss der Bundesrat der Verordnung zustimmen, wird sie durch das Bundeskanzleramt an den Präsidenten des Bundesrates übersandt (§ 64 GGO). Dies geschieht freilich erst nach der Billigung durch den zuständigen Bundesminister bzw. durch das Bundeskabinett. In der Praxis zeichnet der Chef des Bundeskanzleramtes das Übersendungsschreiben an den Bundesratspräsidenten, wenn es sich um eine Ministerverordnung handelt. Erlässt hingegen die gesamte Bundesregierung als Kollektivorgan die Verordnung, zeichnet der Bundeskanzler (vgl. § 28 Abs. 1 der Geschäftsordnung der Bundesregierung).
- Verfahren im Bundesrat – Ist die Verordnung zustimmungsbedürftig, nimmt das Verfahren im Bundesrat analog Art. 76 Abs. 2 GG in der Regel sechs Wochen in Anspruch. Nach Eingang der Vorlage bestimmt der Präsident des Bundesrates die zuständigen Ausschüsse, wovon einer federführend ist (§ 36 der Geschäftsordnung des Bundesrates). Danach wird die Vorlage als Drucksache des Bundesrates veröffentlicht. Nach Prüfung durch die zuständigen Ministerien der Länder, die schon bei der Erstellung des Referentenentwurfs zu beteiligen waren, nun aber eine definitive Haltung zu der Vorlage entwickeln müssen, wird der Entwurf in den Ausschüssen beraten. Diese Beratungen sind zwei Wochen vor der Sitzung des Plenums des Bundesrates abgeschlossen und führen zu Empfehlungen der Ausschüsse, die ebenfalls als Drucksache verbreitet werden. Nun müssen die Landesregierungen – gegebenenfalls durch Sammelbeschluss zu unproblematischen Punkten – ihre Haltung beschließen, die sie dann in der Plenarsitzung des Bundesrates vertreten. Das Ergebnis – Zustimmung, Zustimmung mit Maßgaben (Änderungswünschen) oder Ablehnung – wird sofort der Bundesregierung mitgeteilt. Hat der Bundesrat nur nach Maßgaben zugestimmt (was nicht selten der Fall ist), muss die Verordnung erneut vom Bundeskabinett oder von dem zuständigen Bundesministerium einschließlich der Maßgaben beschlossen werden, um in Kraft treten zu können.
- Ausfertigung und Verkündung – Die Verordnung muss, wenn alle erforderlichen Zustimmungen vorliegen, in einer Urschrift ausgefertigt und dann verkündet werden. Hierzu enthalten die §§ 66 bis 68 GGO sehr detaillierte Bestimmungen. Die Urschrift (auf besonderem Papier) wird durch das Bundesministerium der Justiz hergestellt. Unterzeichnet wird die Urschrift einer Verordnung der Bundesregierung vom Bundeskanzler (oder Vertreter) und dem federführenden Mitglied der Bundesregierung oder seiner Vertretung, die Urschrift einer Verordnung eines Bundesministeriums vom zuständigen Bundesminister oder seiner Vertretung. Die Verkündung wird bei Verordnungen der Bundesregierung durch das Bundeskanzleramt, bei Verordnungen eines Bundesministeriums durch dieses veranlasst, indem die unterzeichnete Urschrift der Schriftleitung des Bundesgesetzblatts zur Verkündung zugeleitet wird. (Bis 2022 wurden manche Rechtsverordnungen stattdessen im Bundesanzeiger verkündet. In welchem Verkündungsorgane die Verordnung zu verkünden war, bestimmte § 76 GGO).

### Initiativen des Bundesrates
Das Initiativrecht für Verordnungen hat nach Art. 80 Abs. 3 GG neben den jeweils ermächtigten Stellen auch der Bundesrat, sofern zum Erlass der Verordnung seine Zustimmung erforderlich wäre. Hat der Bundesrat eine Initiative zum Erlass einer Verordnung beschlossen, leitet er den Entwurf der Bundesregierung zu. Über die weitere Behandlung der Vorlage entscheidet dann nach § 63 Abs. 1 GGO das zum Erlass der Verordnung ermächtigte Bundesministerium oder – wenn die Ermächtigung an die Bundesregierung gerichtet ist – das federführende Bundesministerium. Von der Entscheidung wird der Bundesrat in Kenntnis gesetzt; auf jeden Fall ist er beim Erlass einer Verordnung aufgrund der Initiative erneut zu befassen (§ 63 Abs. 2 GGO). Dieses Verfahren läuft dann genau so ab wie bei einer Verordnung, die von der Bundesregierung oder einem Bundesministerium selbst initiiert worden ist.

### Verordnungsänderungen durch den Bundestag
Der Bundestag kann keine Verordnungen erlassen oder eine förmliche Initiative zum Erlass einer Verordnung ergreifen. Dies findet den Grund darin, dass er die Befugnis zum Erlass von Rechtsvorschriften durch die im Gesetz enthaltene Verordnungsermächtigung ja gerade auf andere Stellen weiterübertragen hat.
Wegen seines umfassenden Gesetzgebungsrechts kann der Bundestag allerdings – gegebenenfalls mit Zustimmung des Bundesrates – Rechtsverordnungen ändern. Da nach früherer Rechtsauffassung die geänderten Teile der Verordnung dann aber formal ein Gesetz und keine Verordnung mehr waren, wurde in solchen Fällen eine sogenannte Entsteinerungsklausel eingefügt, mit der die ursprünglich ermächtigten Stellen ermächtigt wurden, auch die durch das Gesetz geänderten Teile der Verordnung wieder entsprechend der ursprünglichen Ermächtigungsgrundlage zu ändern. Nach der neueren Rechtsprechung des Bundesverfassungsgerichts hat die Entsteinerungsklausel nur noch klarstellende Bedeutung. Bei neueren Änderungsgesetzen fehlt sie daher mitunter, zum Beispiel im Gesetz zur Reform der Sachaufklärung in der Zwangsvollstreckung, das die Justizbeitreibungsordnung ändert.
Weiterhin kann sich der Bundestag in dem Gesetz, das die Ermächtigungsgrundlage der Rechtsverordnung enthält, ein eigenes Beteiligungsrecht im Normgebungsverfahren vorbehalten. Dies ist beispielsweise im Kreislaufwirtschafts- und Abfallgesetz erfolgt. § 59 sieht vor, dass bestimmte Verordnungen (insbesondere die sogenannte Verpackungsverordnung und deren Änderungsverordnungen) dem Bundestag noch vor dem Bundesrat zuzuleiten sind. Diese können innerhalb einer Frist durch Beschluss des Bundestages geändert oder abgelehnt werden. Eine solche Verfahrensbeteiligung des Bundestages ist jedoch die Ausnahme.

### Zahl der Verordnungen
Am 31. Dezember 2009 umfasste das deutsche Bundesrecht 3.440 Verordnungen (Angabe nach Fundstellennachweis A, ohne Änderungsvorschriften und Normen zu völkerrechtlichen Vereinbarungen).

## Österreich
Eine Verordnung ist eine von Organen der Verwaltung einseitig erlassene generelle Rechtsnorm, die sich an einen allgemeinen Personenkreis richtet.
Vom formellen Gesetz unterscheidet sie sich durch das rechtsetzende Organ: Das formelle Gesetz wird seitens der Legislative erlassen, die Verordnung seitens der Administrative als Teil der Exekutive. Da Verordnungen im Stufenbau der Rechtsordnung unterhalb der formellen Gesetze stehen, dürfen sie das Gesetz nur präzisieren, nicht aber verändern. Ausnahmen sind die Notverordnungen des Bundespräsidenten sowie der Landesregierungen, die dann erlassen werden können, wenn der Gesetzgeber auf Grund einer Staatskrise untätig bleibt. Inhaltlich können Verordnungen nicht von Gesetzen unterschieden werden; das, was eine Verordnung regelt, könnte auch vom Gesetzgeber mittels Gesetz geregelt werden. Tatsächlich finden sich vereinzelt Verordnungen, die nachträglich zum Gesetz erhoben wurden (zum Beispiel diverse Verordnungen im Bereich des Arbeitnehmerschutzrechtes).
Vom Erlass unterscheidet sich die Verordnung durch ihre Außenwirkung: Erlässe sind behördeninterne Weisungen, während Verordnungen außerhalb der Behörde, also nach außen hin wirken. Kein Unterschied ist hingegen der Empfängerkreis: Beide wirken für einen nicht mehr durch Individuen bestimmten Personenkreis.
Vom Bescheid unterscheidet sich die Verordnung hingegen durch ihren Empfängerkreis: Verordnungen richten sich an eine generell bestimmte Mehrheit, also an einen nicht mehr durch Individuen bestimmten Kreis, während sich der Bescheid an eine oder mehrere generell bestimmte Personen wendet, die durch Individuen bestimmt oder zumindest bestimmbar sind (zum Beispiel alle Gesellschafter einer GmbH). Die Grenzziehung ist im Einzelfall nicht immer einfach, jedoch entscheidend für die Form des Rechtsschutzes.
Verfassungsrechtlich wichtigste Grundlage ist Art. 18 Abs. 2 des Bundes-Verfassungsgesetzes (B-VG), wonach jede Verwaltungsbehörde auf Grund der Gesetze innerhalb ihres (sachlichen und örtlichen) Wirkungsbereiches Verordnungen erlassen darf. Diese Regelung beinhaltet aber nicht nur die Pflicht der Behörde, nur innerhalb des gesetzlich abgesteckten Rahmens eine Verordnung zu erlassen, sondern bindet auch den (einfachen) Gesetzgeber, gesetzliche Regelungen inhaltlich hinreichend zu bestimmen. Gesetze, die der Verwaltungsbehörde einen zu weiten Spielraum einräumen, sind somit verfassungswidrig.
Die nachträgliche Überprüfung, ob eine Verordnung den Gesetzen entspricht, obliegt dem Verfassungsgerichtshof (VfGH) im Rahmen eines Verordnungsprüfungsverfahrens.
Nach der von VfGH und Verwaltungsgerichtshof (VwGH) vertretenen Herzog-Mantel-Theorie tritt eine Durchführungsverordnung im Hinblick auf das Legalitätsprinzip grundsätzlich außer Kraft, wenn die erforderliche gesetzliche Ermächtigungsgrundlage außer Kraft tritt.

## Schweiz
Verordnungen sind untergeordnete, rechtsetzende Erlasse unterster Stufe, die nicht dem Referendum unterstehen. Sie bedürfen einer Grundlage in einem Bundesgesetz oder direkt in der Bundesverfassung. Die Verordnungen können selbständig oder unselbständig sein. Selbständige Verordnungen stützen sich direkt auf die Verfassung; die sonst übliche Zwischenstufe des formellen Gesetzes entfällt. Selbständige Verordnungen sind selten (Beispiel: Notverordnungen, siehe Notrecht). Unselbständige Verordnungen bilden den Normalfall. Sie stützen sich auf eine Delegationsnorm in einem Gesetz. Sie sind also abhängig vom jeweiligen Gesetz und fallen dahin, wenn das Gesetz dahinfällt. Die Delegationsnorm muss hinlänglich bestimmt sein (keine Pauschaldelegation), was vom Bundesgericht im konkreten Anwendungsfall überprüft werden kann.

### Bundesebene
Verordnungen werden in der Regel vom Bundesrat (Art. 182 Abs. 1 Bundesverfassung), von einem Departement oder von einer untergeordneten Verwaltungseinheit (Art. 48 Regierungs- und Verwaltungsorganisationsgesetzes) erlassen. Es gibt jedoch auch Verordnungen der Bundesversammlung (Art. 163 Abs. 1 Bundesverfassung, Art. 22 Abs. 2 Parlamentsgesetz), insbesondere im Bereich des Parlamentsrechts, und des Bundesgerichts (Art. 188 Abs. 3 Bundesverfassung) für Regelungen der Justizselbstverwaltung.

### Kantonsebene
Grundsätzlich wird der Begriff der Verordnung in den Kantonen gleich verwendet wie im Bund, und es gelten im Wesentlichen dieselben Regeln, wann eine Verordnung zulässig ist. In den Kantonen heißen Verordnungen (insbesondere Parlamentsverordnungen) teilweise auch Dekret.